# Palacio del Vizconde de Los Villares (Jaén)
El palacio del Vizconde de los Villares o palacio del Conde-Duque es un edificio renacentista situado en Jaén (España). El palacio se encuentra en la calle Carrera de Jesús, junto al Monasterio de Santa Teresa de Jesús. Actualmente, está siendo rehabilitado para ser sede de la Obra Socio Cultural de la Caja de Jaén.

## Arquitectura

### Fachada
La fachada es el elemento más destacado del palacio por ser muy emblemática, presenta una cuidada composición, calidad de la portada y símbolos heráldicos. Se organiza en tres pisos y seis calles marcados en vanos de diferentes dimensiones según la línea de altura en que se encuentran colocados. Los huecos de mayor envergadura, los de la planta baja, no son homogéneos entre sí ya que la portada introduce una importante variante para jerarquizar el edificio, marcando así una notable diferencia con el resto
de ventanales. En el primer piso se disponen otros seis vanos, de menor tamaño, también rectangulares, dos están provistos de balconada, aunque de menor tamaño que el balcón que corona la portada y que figura ornamentado con heráldica. Los vanos más pequeños son los del último piso, que en su interior es una buhardilla, son arcos de medio punto los que cierran los seis huecos.

### Portada
Destaca por su estética y por la ornamentación heráldica de los escudos nobiliarios con guerreros tocados con casco y plumero así como por el balcón-mirador que rompe el carácter armónico y plano de la fachada y perfila la apertura del edificio hacia la calle. No está centrada con la fachada sino ubicada en el segundo hueco lateral más próximo al convento de Santa Teresa, aunque si mantiene la línea general de la fachada. La puerta es de madera de clavazón y de sillería bien labrada, se apoya sobre dos pilares con jambas que sustentan la clave del arco arquitrabado. 

### Patio
En su interior conserva un patio porticado, de estructura similar a los conventuales, que abre el acceso y distribuye las dependencias del edificio. Es cuadrangular y cuenta con dos cuerpos en altura. En el piso inferior, el más valioso artísticamente, cada una de las cuatro pandas está estructurada por tres columnas que sostienen arcos carpaneles muy rebajados. El piso superior, se corresponde un doble ventanal por cada arcada del inferior. En las galerías del patio destacan las pequeñas cúpulas que cubren las esquinas.
El paso desde el patio porticado a la parte noble del primer piso se realiza a través de una espaciosa escalera de doble tramo.
En el sótano se conserva una estructura cubierta por bóveda de cañón.